# Fauna della Nuova Zelanda

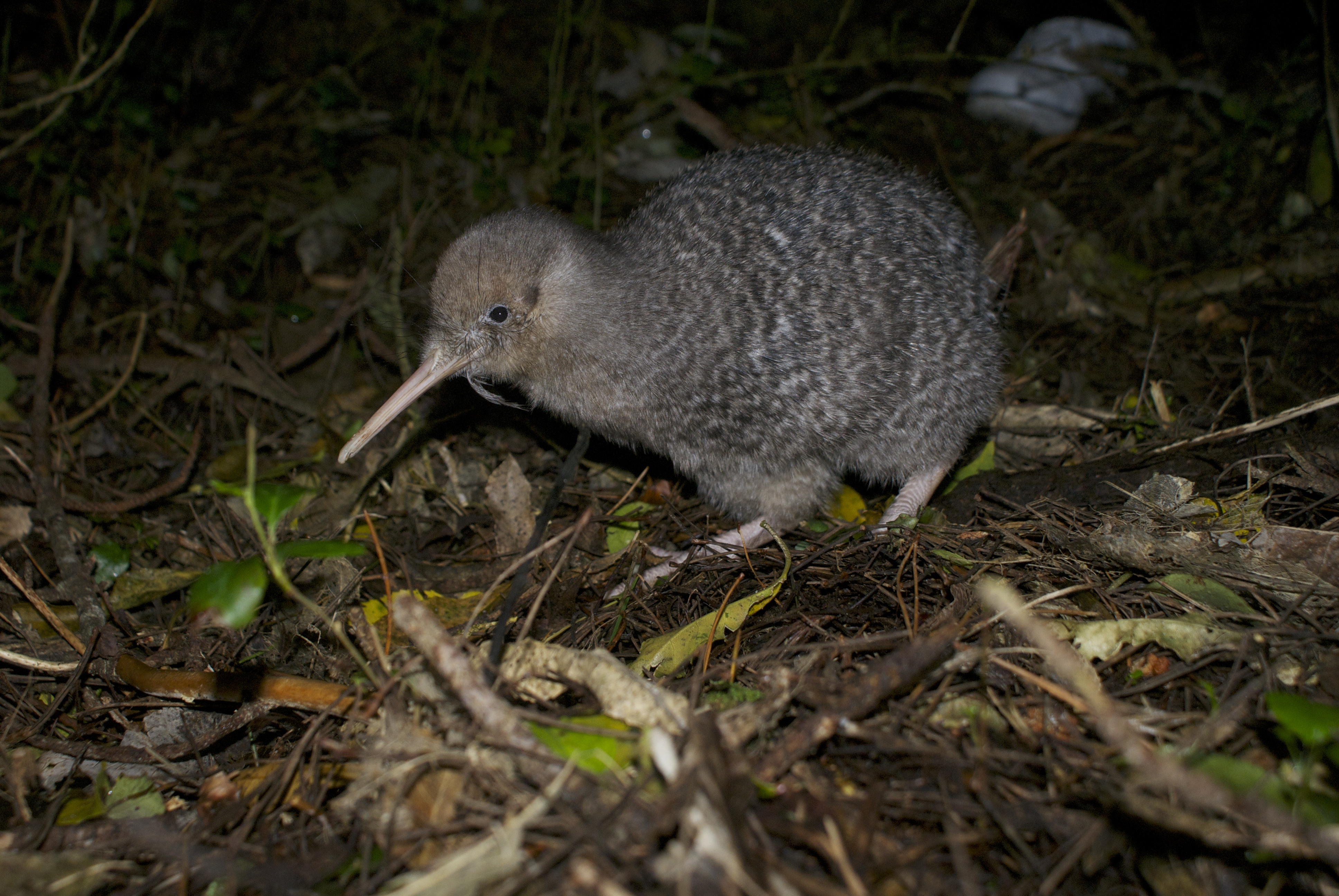
Un kiwi, l'animale simbolo della Nuova Zelanda

Gli animali della Nuova Zelanda hanno una storia insolita perché, prima dell'arrivo dell'uomo, meno di 900 anni fa, il paese era per lo più privo di mammiferi, ad eccezione di quelli che potevano nuotare fino lì (foche, leoni marini e, al largo, balene e delfini) o volare fino lì (pipistrelli), sebbene fino al Miocene ospitasse il mammifero di Saint Bathans (un mammifero terrestre primitivo estinto, attualmente senza nome), il che implica che i mammiferi fossero già presenti da quando l'isola si era staccata da altre masse continentali. L'assenza di mammiferi fece sì che tutte le nicchie ecologiche occupate altrove dai mammiferi fossero invece occupate da insetti o uccelli, portando a un numero insolitamente elevato di uccelli incapaci di volare, tra cui il kiwi, il weka, il moa (ora estinto), il takahē e il kakapo.

A causa della mancanza di predatori, anche i pipistrelli trascorrono la maggior parte del tempo a terra. Ci sono anche circa 60 specie di lucertole (30 di geco e 30 di scinco), quattro specie di rane (tutte rare e in via di estinzione) e i tuatara (rettili simili a lucertole ma con una linea tassonomica distinta).
Alcune farfalle della Nuova Zelanda sono endemiche, mentre molte specie sono state introdotte e alcune specie di farfalle migrano periodicamente in Nuova Zelanda. È noto che la Vanessa kershawi migra dall'Australia alla Nuova Zelanda in tempi di forte migrazione in Australia.

## Mammiferi
Tutti i mammiferi attualmente presenti nel paese sono stati importati dai coloni centinaia di anni prima, molti di loro, data la mancanza di predatori, si sono moltiplicati così tanto da diventare un flagello. Attualmente sono diffusi i conigli selvatici europei, importati dagli anni inglesi anche in Australia per motivi venatori, sono andati fuori controllo e si sono moltiplicati ovunque. Tra gli altri animali importati ci sono: il cinghiale, il tricosuro volpino o opossum australiano e il furetto. Altri animali invece sono stati introdotti in Nuova Zelanda data la presenza nel paese di catene montuose che favoriscono la loro presenza o per scopi venatori, tra questi ci sono: il camoscio alpino, il tahr dell'Himalaya, il wapiti (entrambi a inizio '900) e il cervo nobile. Sono presenti anche alcune specie di focidi, quali l'otaria della Nuova Zelanda e il leone marino delle Auckland. Le acque neozelandesi ospitano varie specie di cetacei, tra queste ci sono: il delfino comune, la stenella striata, la stenella dal lungo rostro, il peponocefalo, il tursiope indopacifico, il berardio australe, la susa indopacifica, la megattera, il lagenodelfno, l'orcella asiatica, il capodoglio, lo zifio, molte sottospecie di balenottere, l'iperodonte australe, la focena dagli occhiali, la caperea, la balena australe e l'orca.

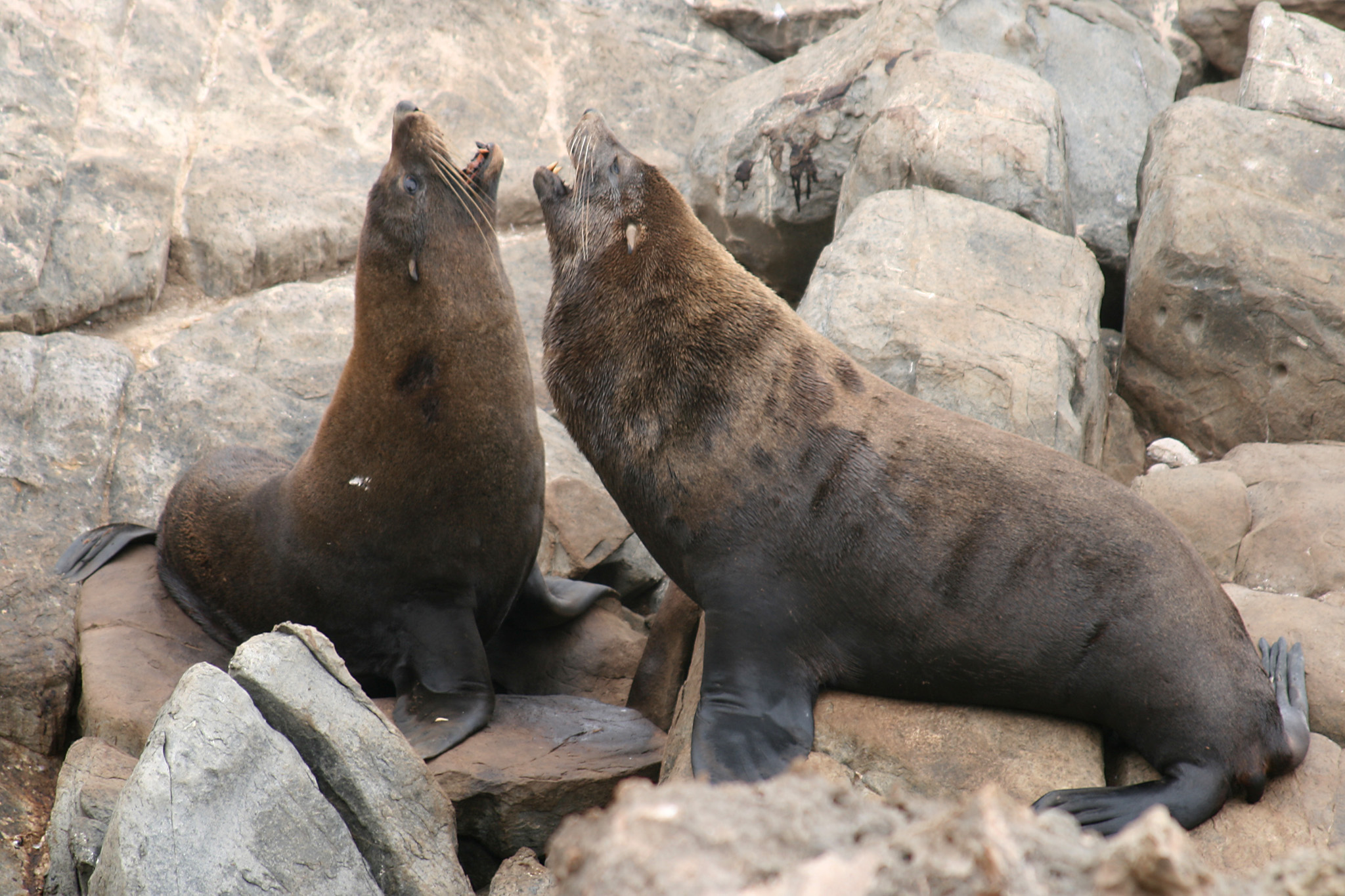
Arctocephalus forsteri
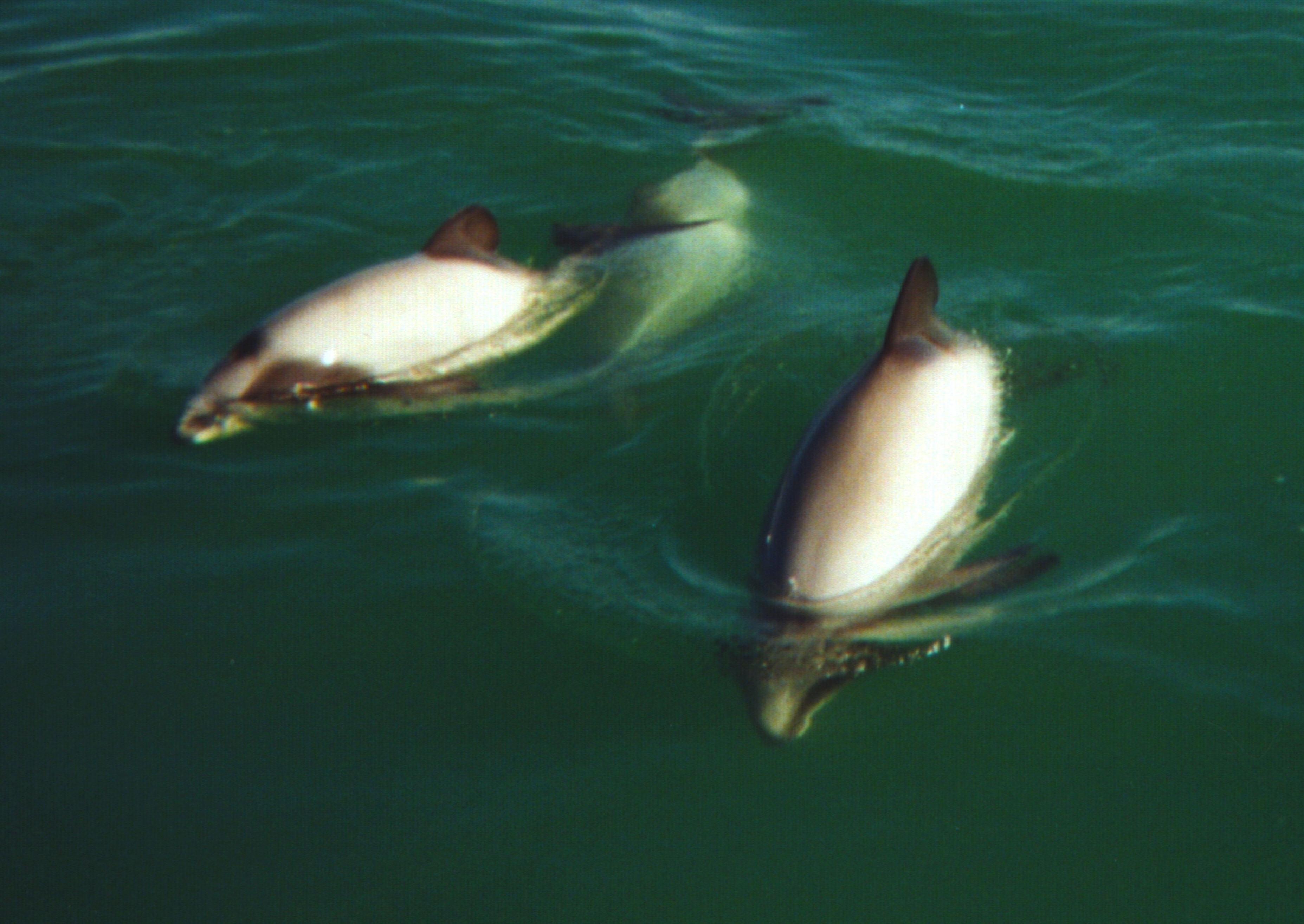
Cephalorhynchus hectori
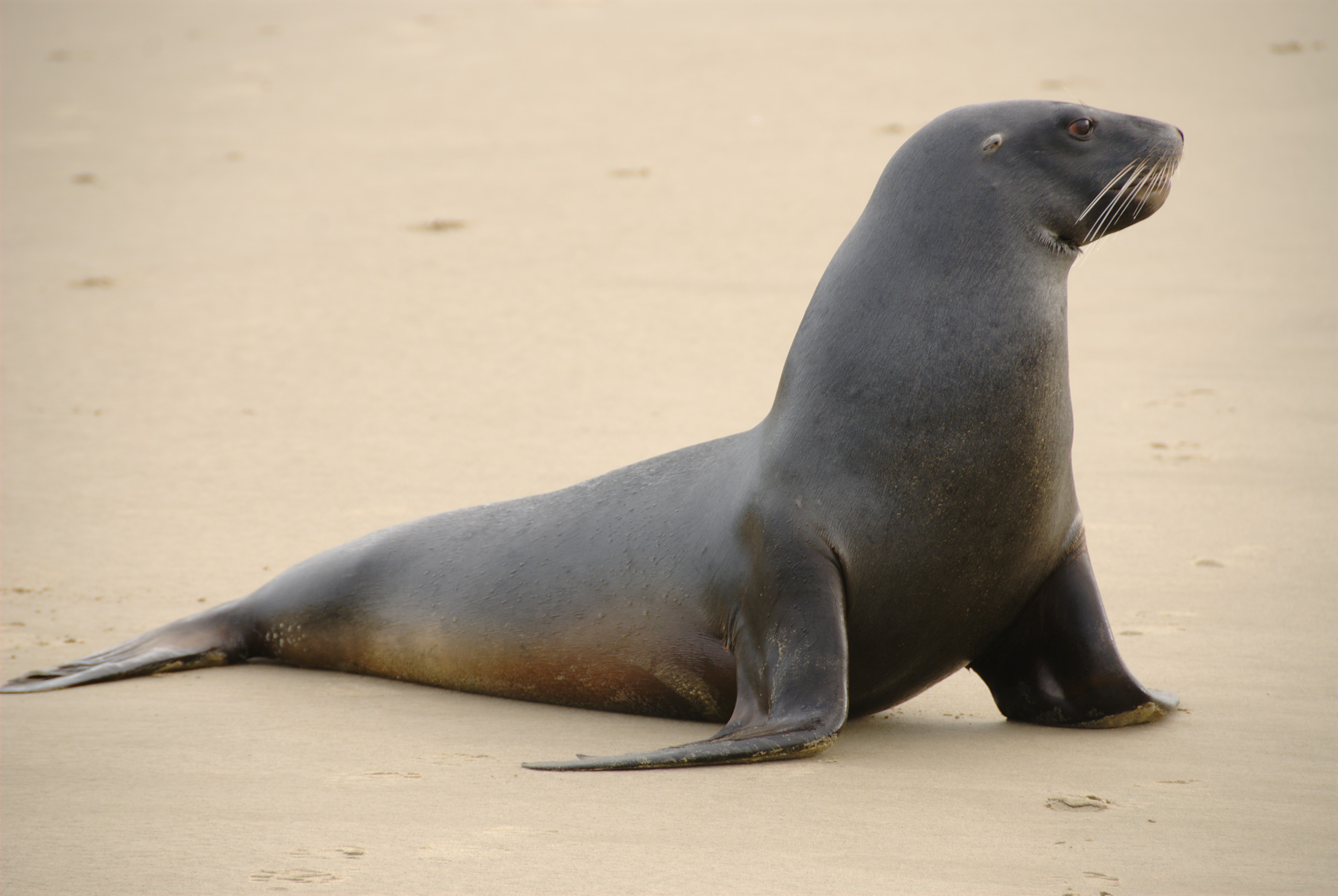
Phocarctos hookeri
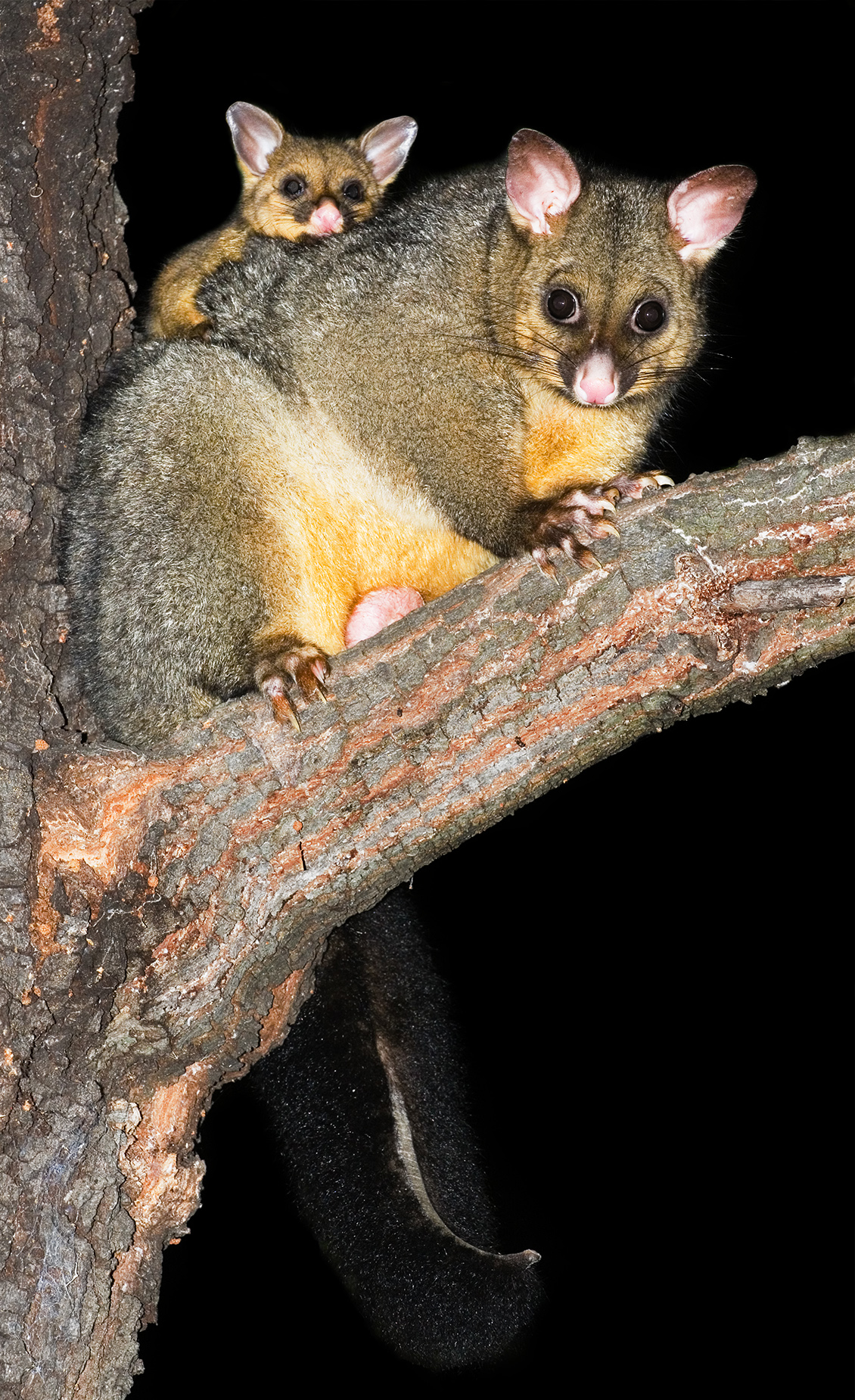
Trichosurus vulpecula

## Uccelli
La Nuova Zelanda compensa la sua mancanza di mammiferi con una incredibile diversita di specie di uccelli, nel paese infatti si possono trovare moltissime specie di uccelli, dai pinguini, ai pappagalli all'animale simbolo del paese: il kiwi. In Nuova Zelanda è presente tutta la famiglia dei pinguini crestati, ovvero: l'eudipte beccorosso, l'eudipte delle Isole Snares, il pinguino crestato maggiore, il pinguino saltarocce, il pinguino crestato delle Moseley e l'eudipte della Nuova Zelanda. Sicuramente alcuni degli animali simbolo della Nuova Zelanda sono i pappagalli endemici e unici del paese,tra essi ci sono il Kea e il Kakapo. 

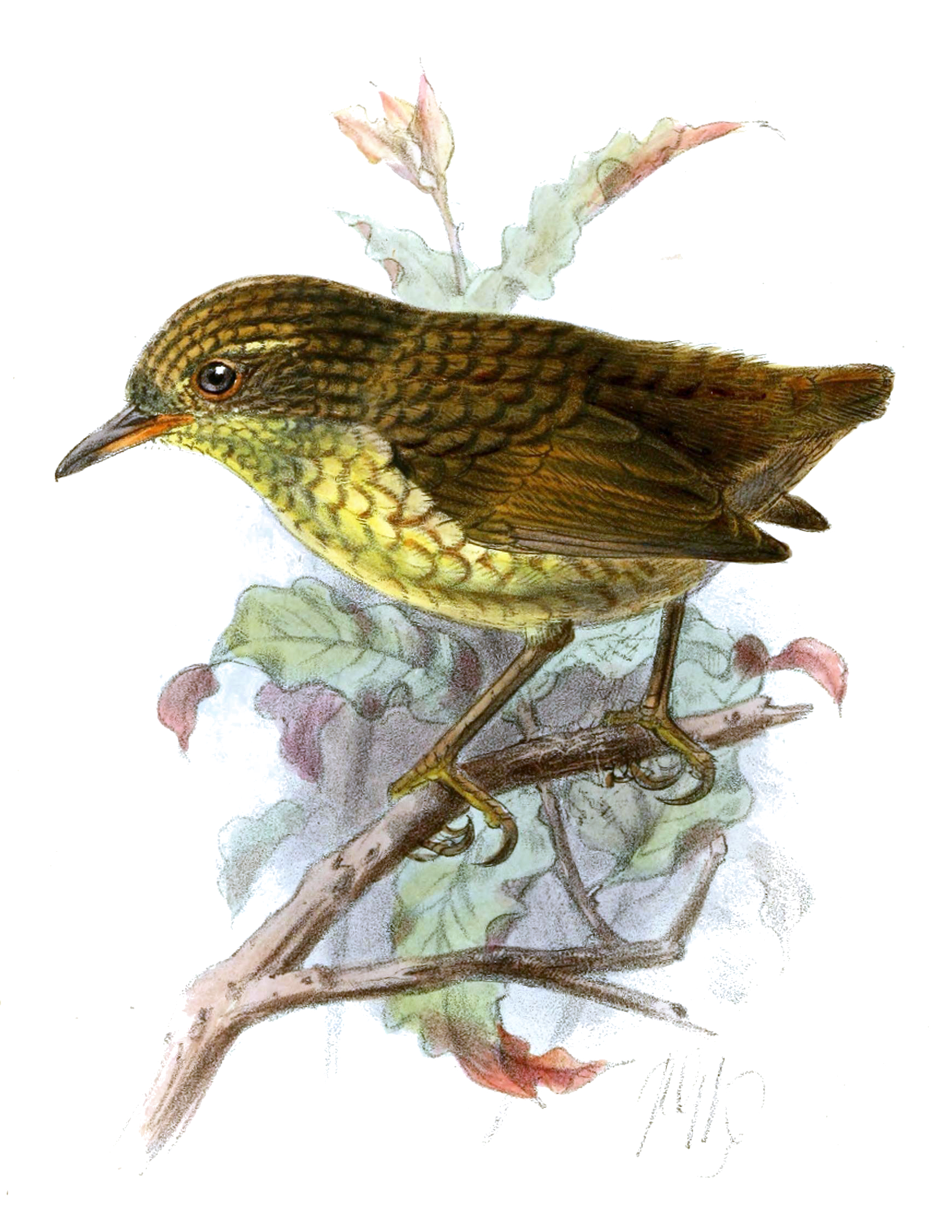
Xenicus lyalli
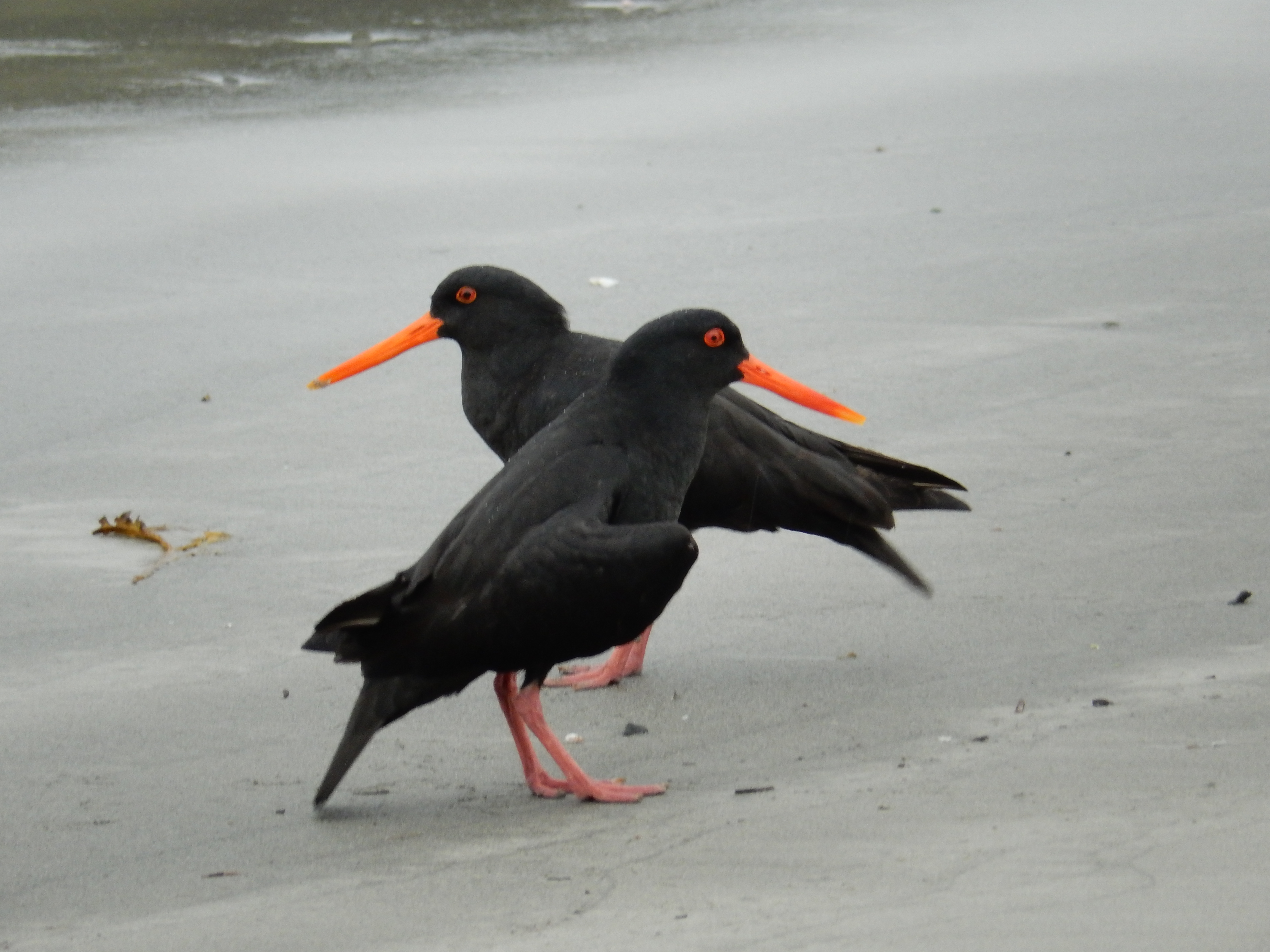
Haematopus unicolor
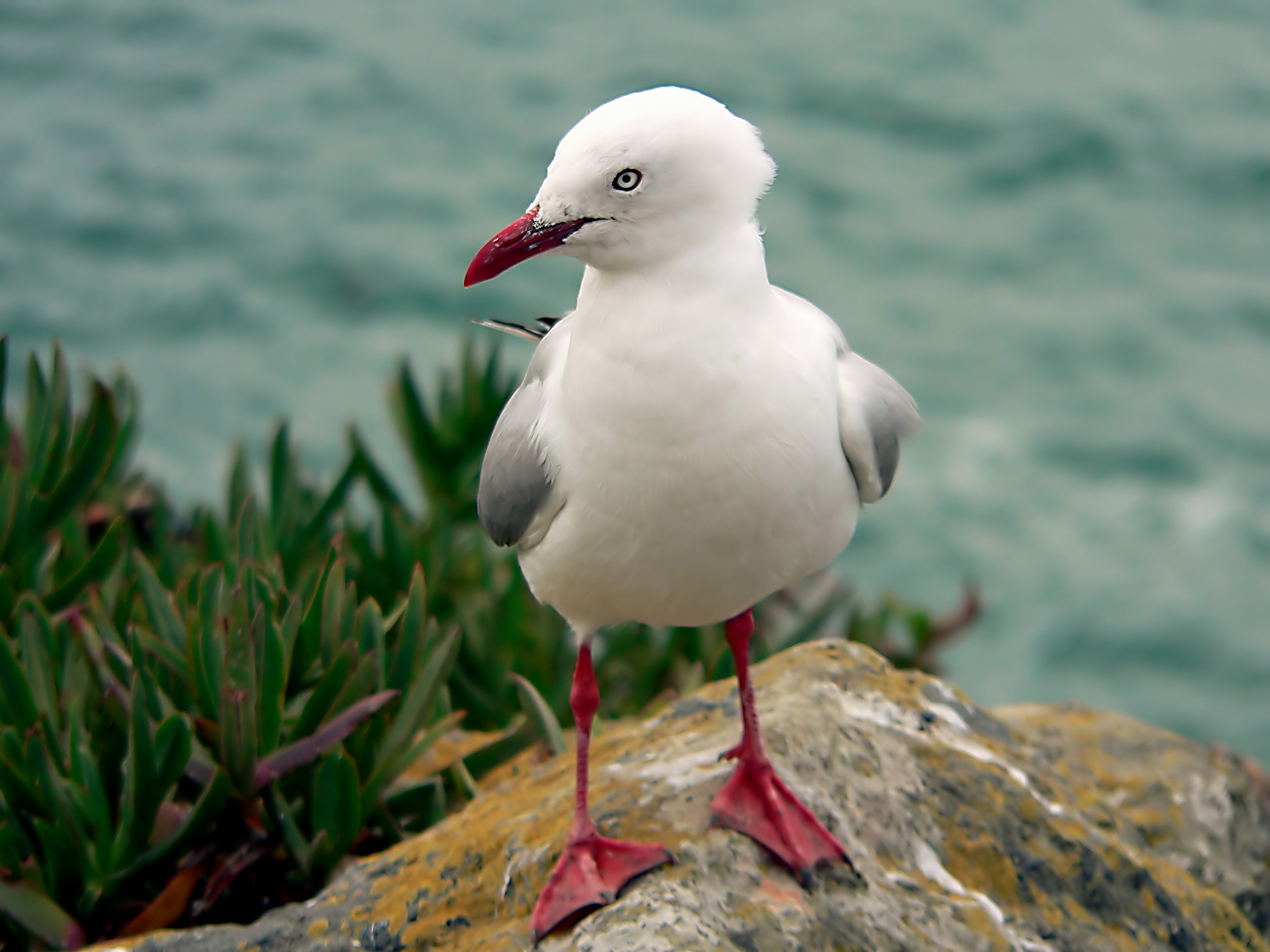
Chroicocephalus novaehollandiae
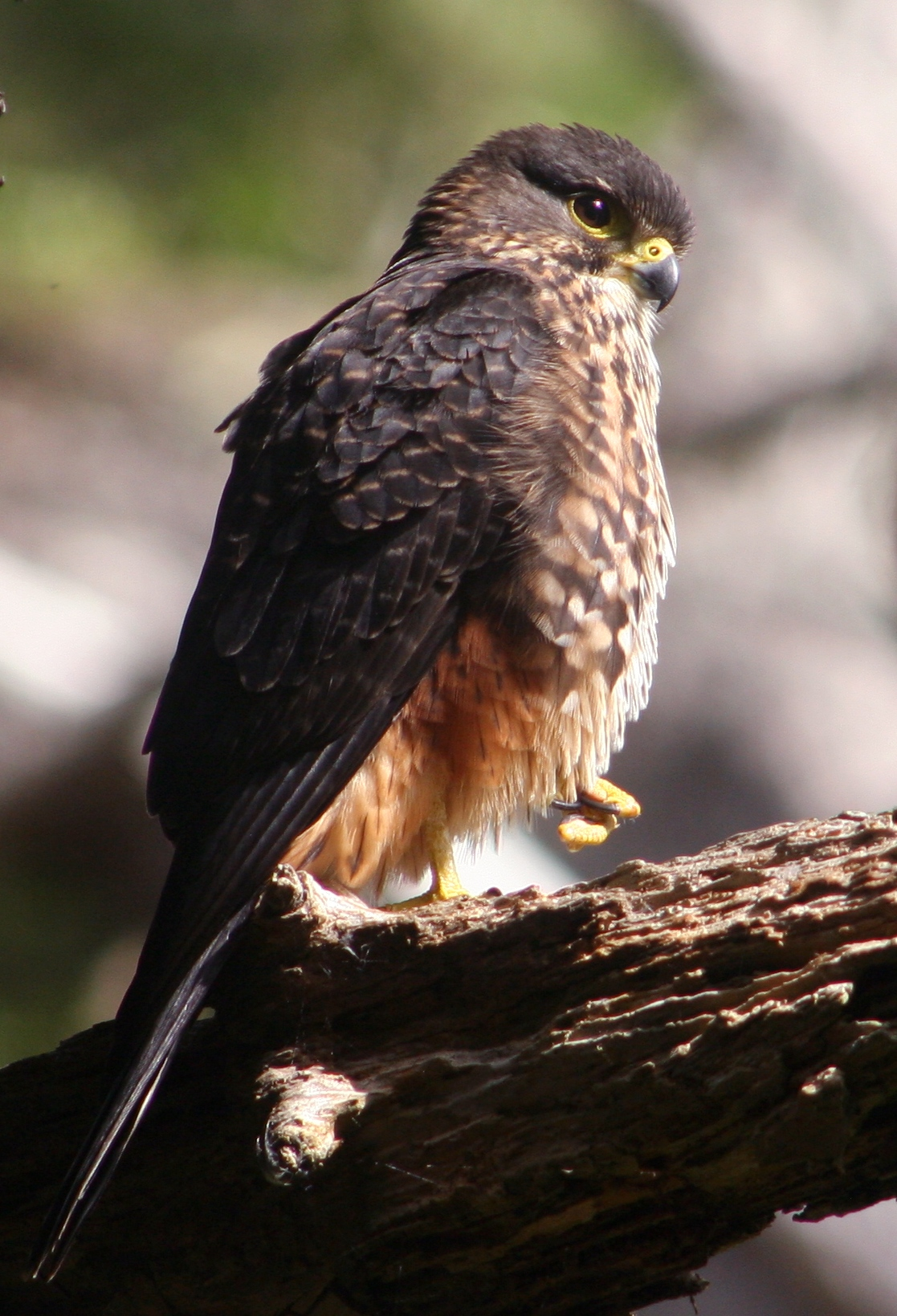
Falco novaeseelandiae
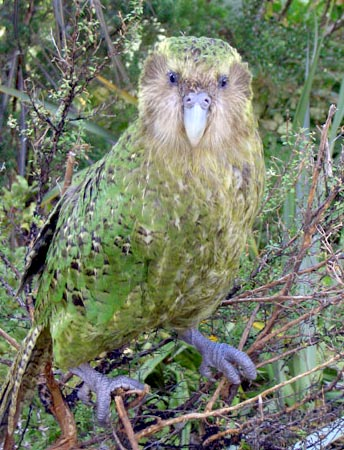
Strigops habroptila
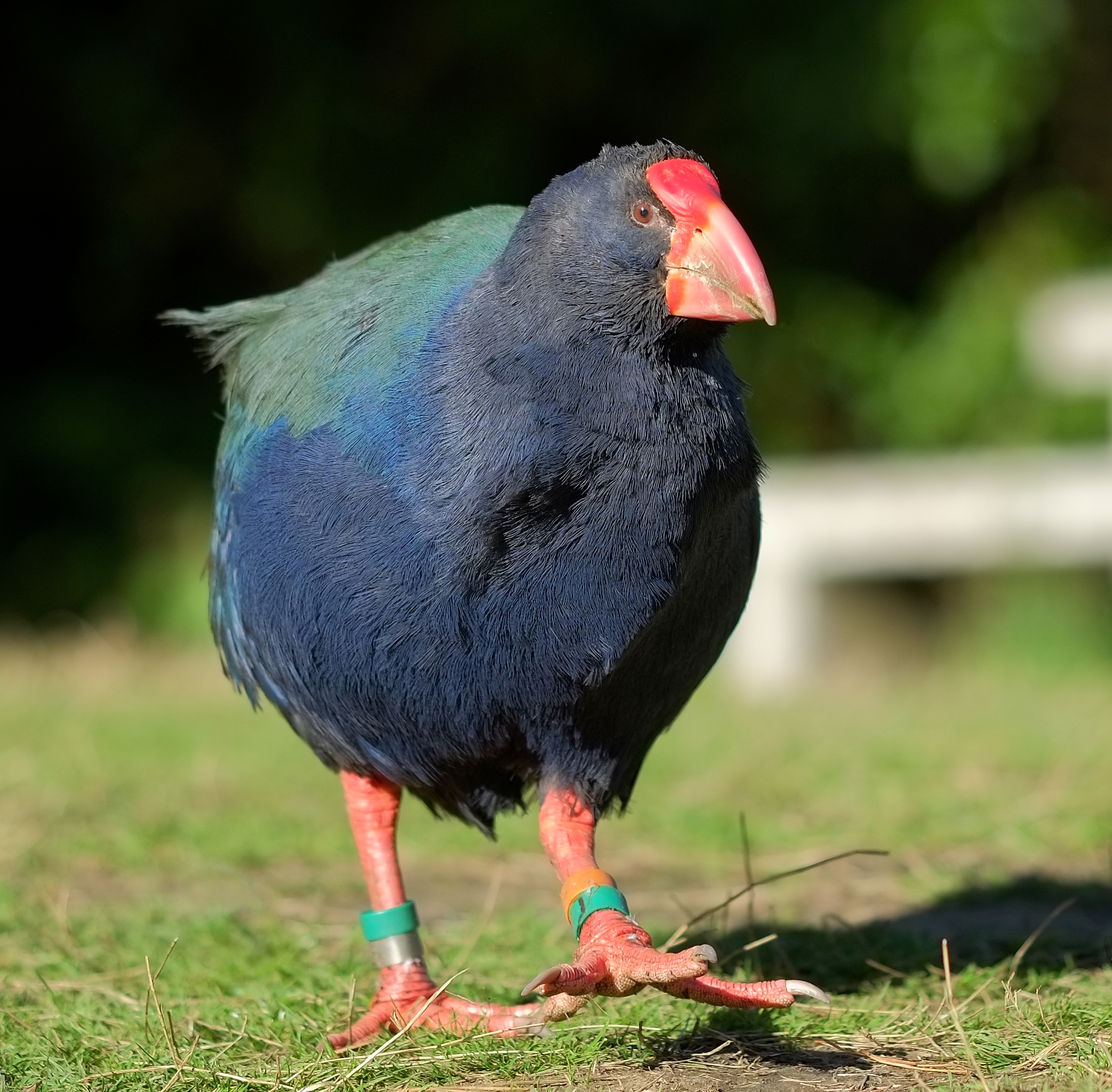
Porphyrio hochstetteri

## Rettili
La Nuova Zelanda è un territorio particolarmente ricco di rettili più o meno famosi spesso endemici ed esclusivi del paese,tra questi c'è la tartaruga liuto, il tuatara e il tuatara dell'Isola di Brother

## Anfibi

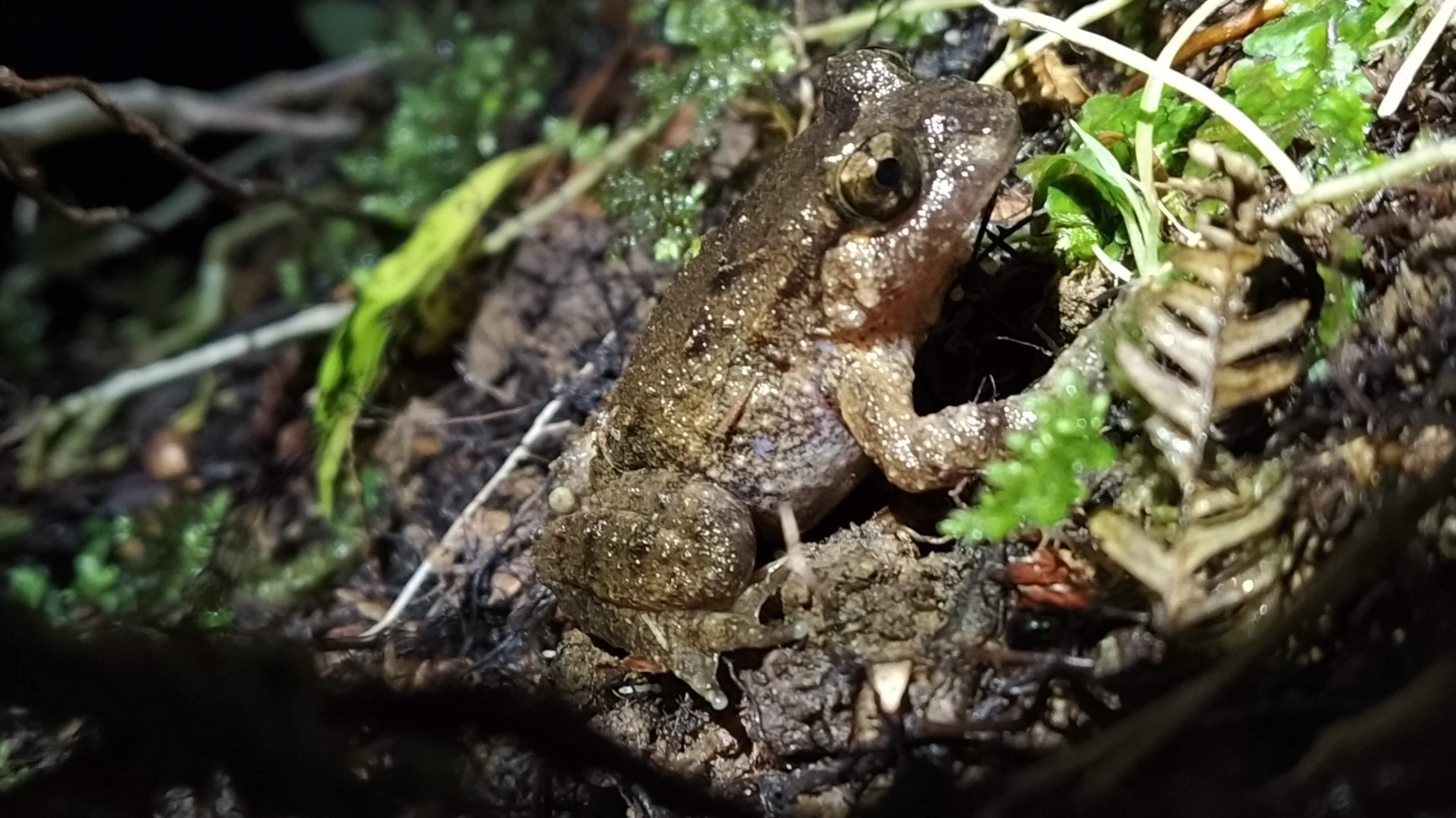
Leiopelma hochstetteri
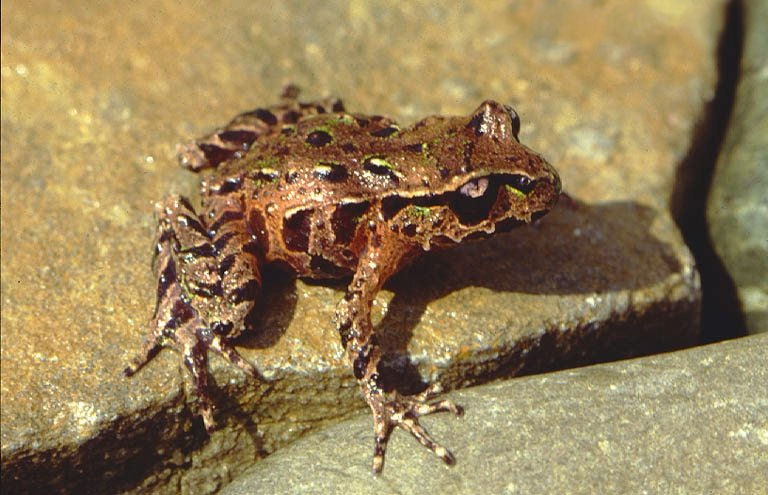
Leiopelma archeyi
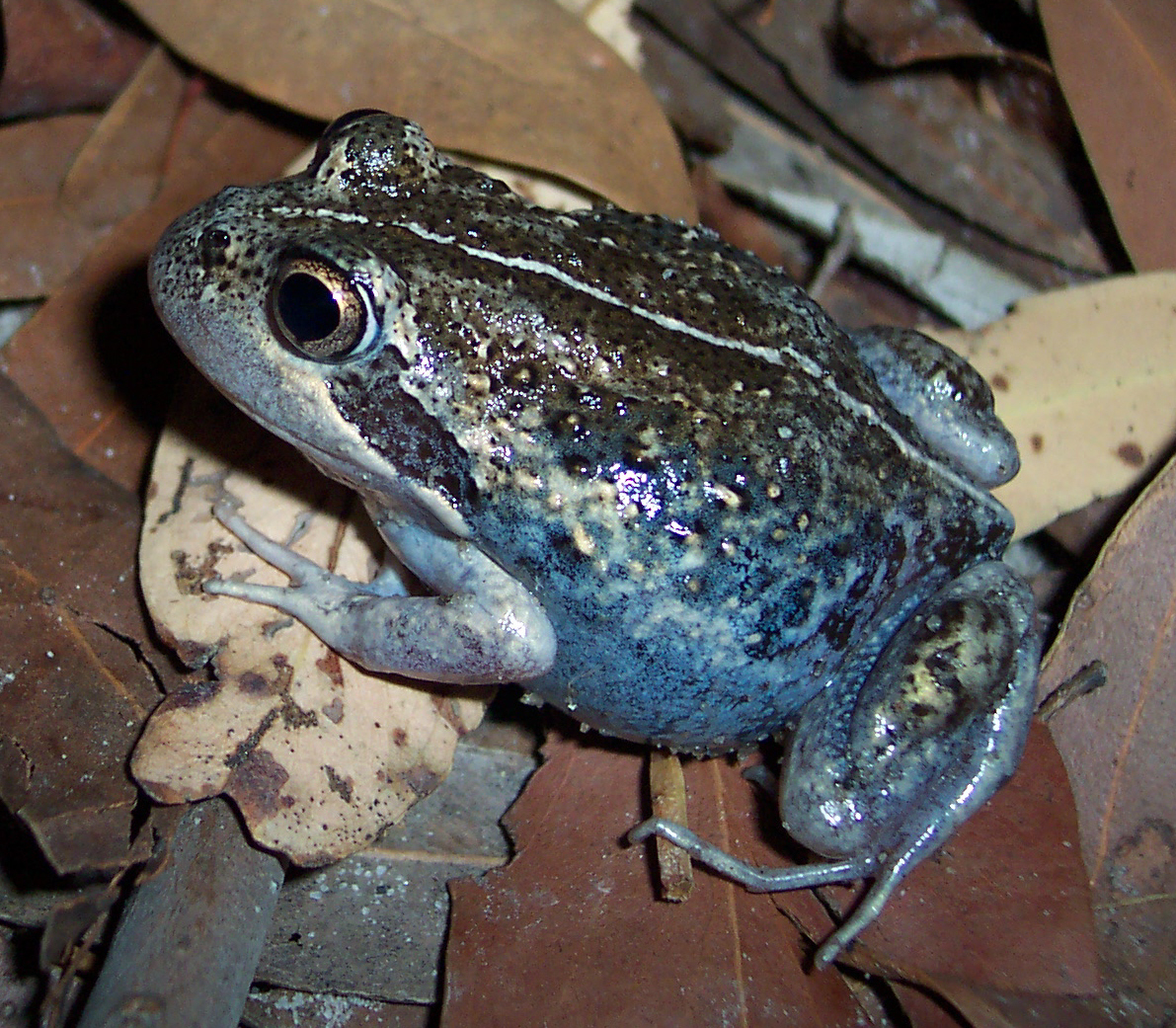
Limnodynastes dumerilii
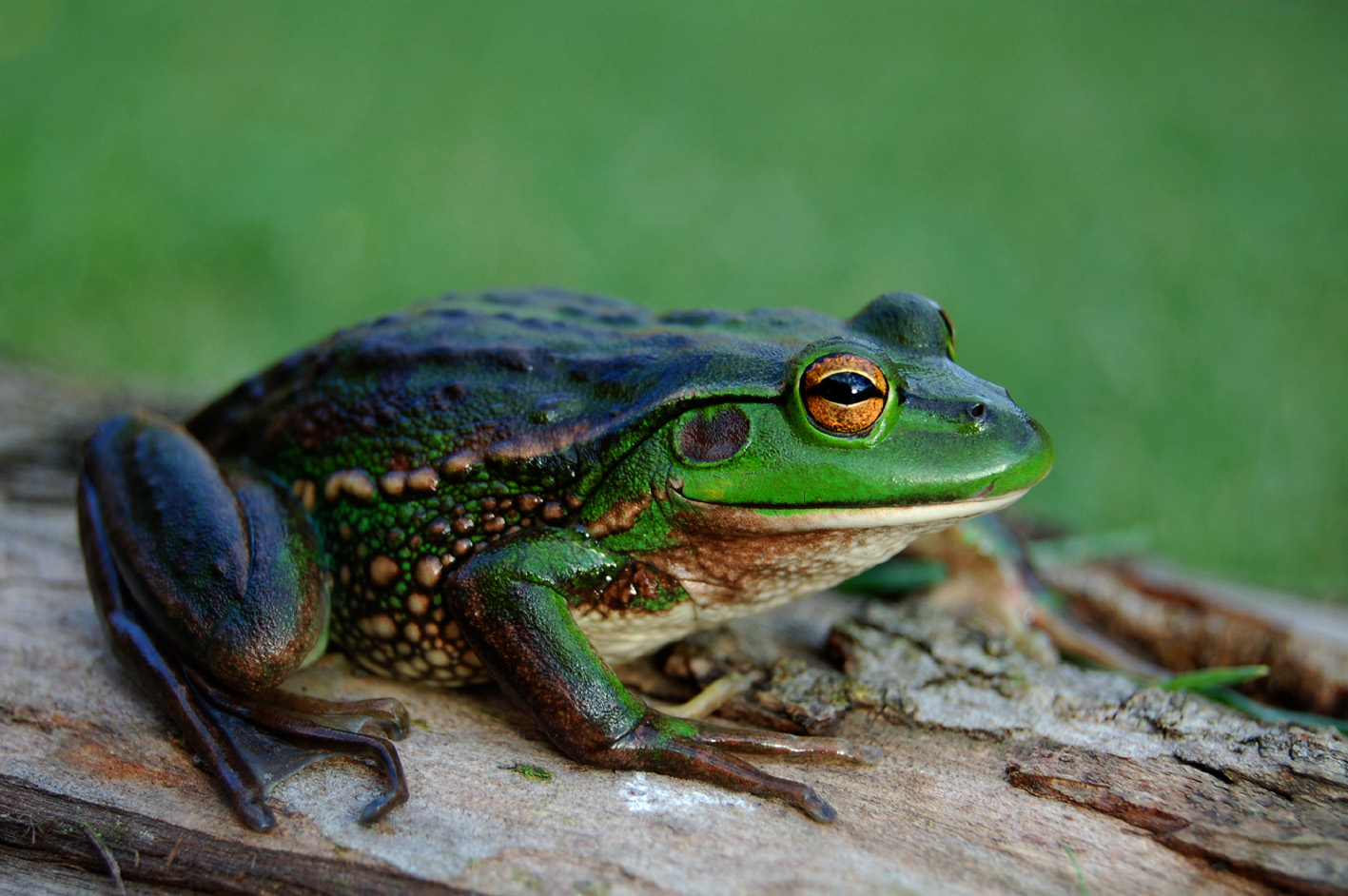
Ranoidea raniformis

## Pesci

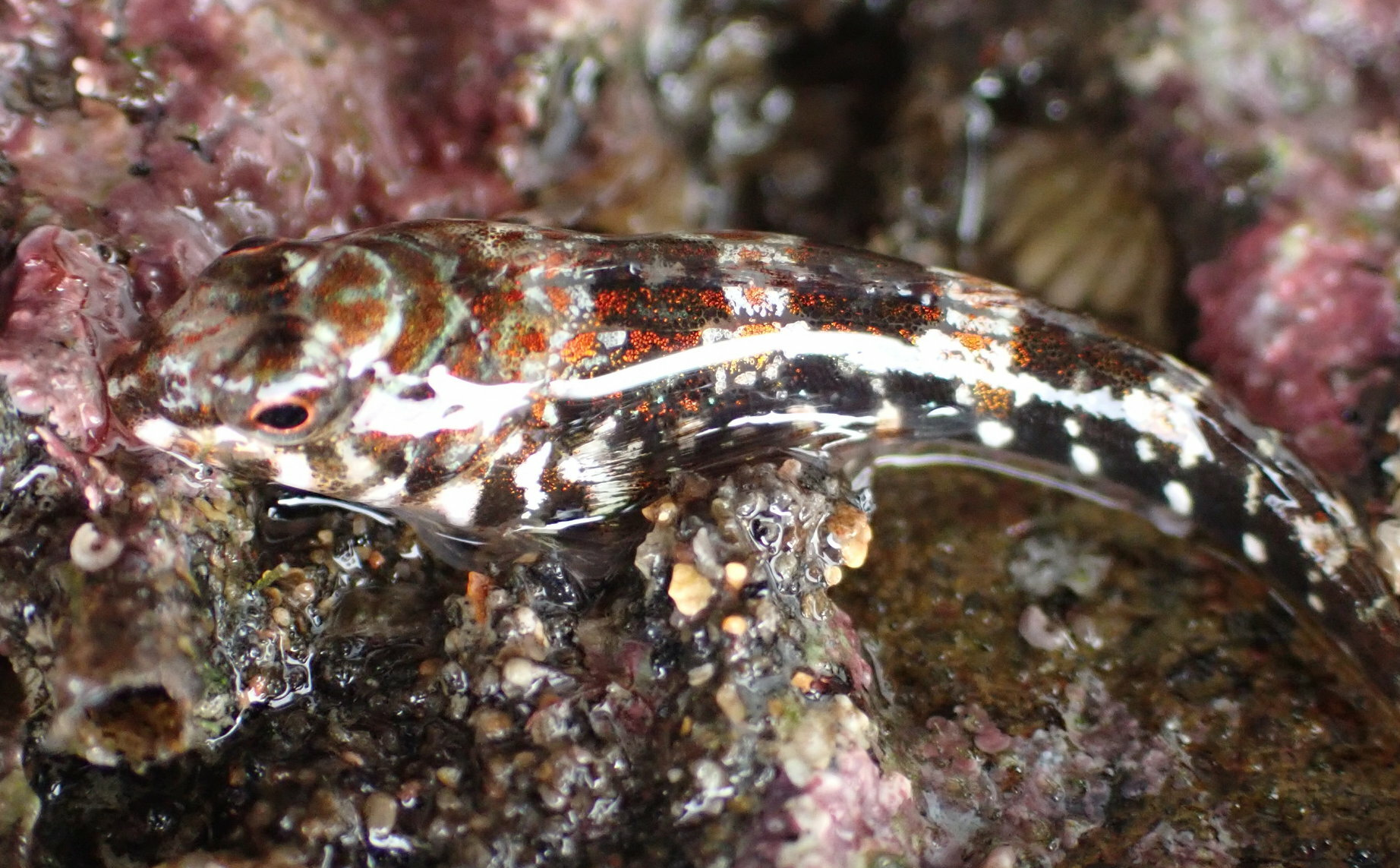
Cryptichthys jojettae
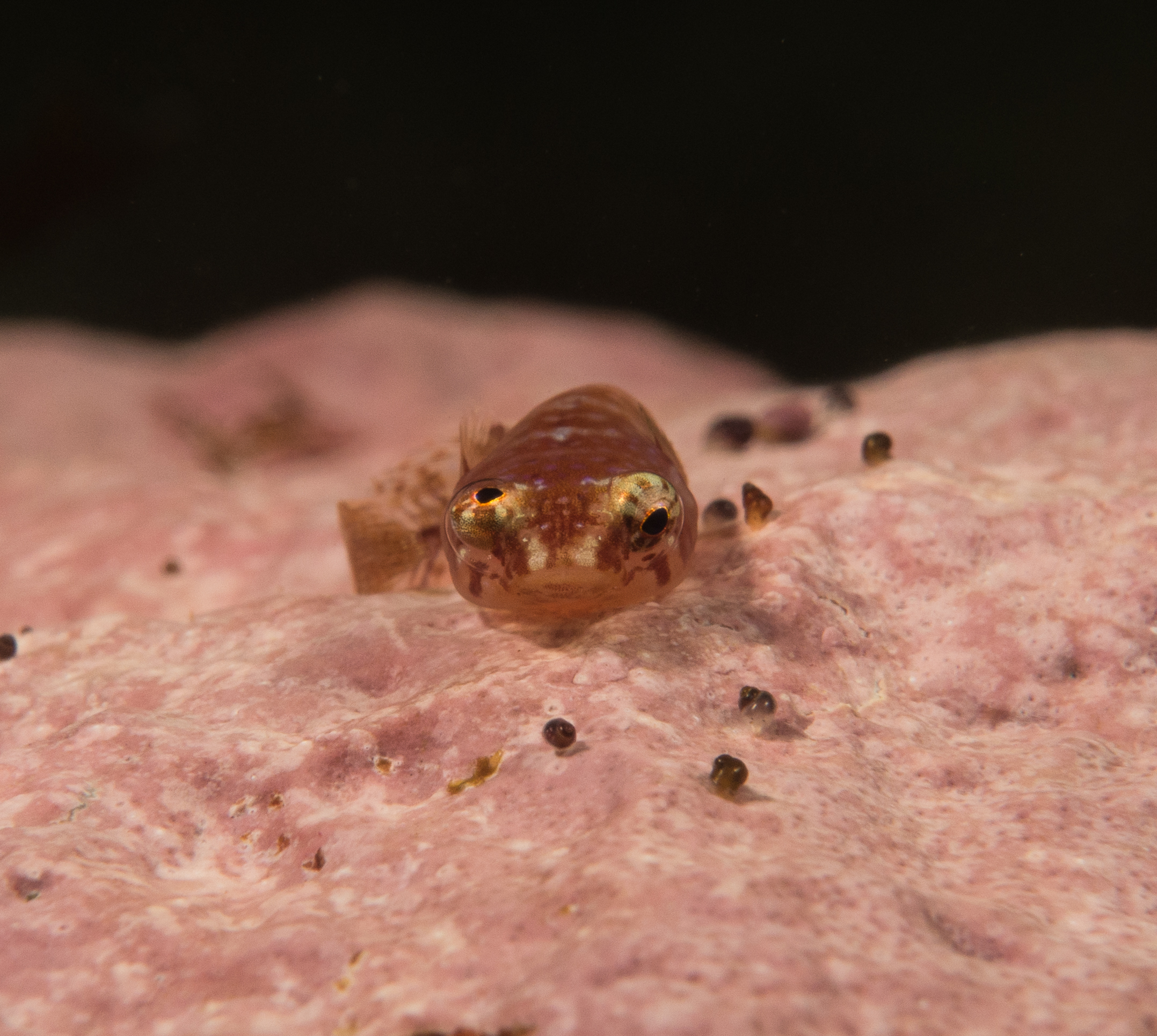
Modicus minimus
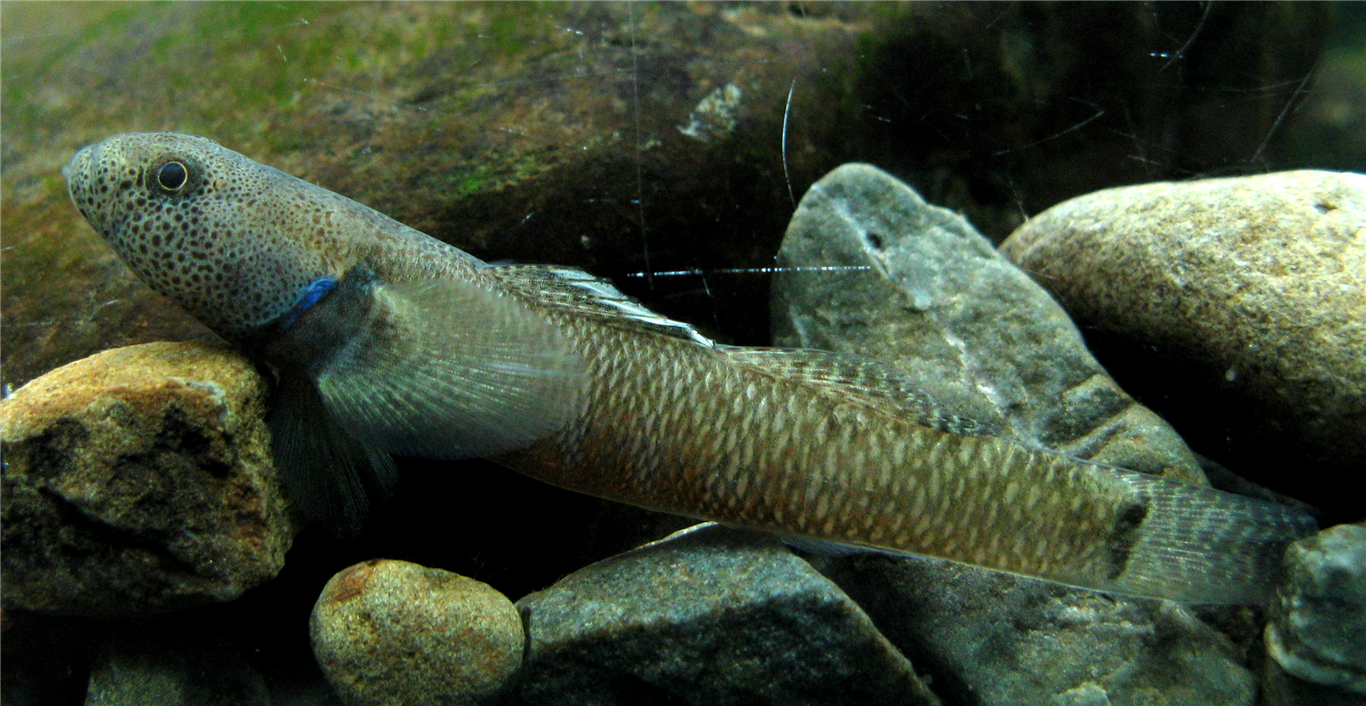
Gobiomorphus hubbsi

## Insetti

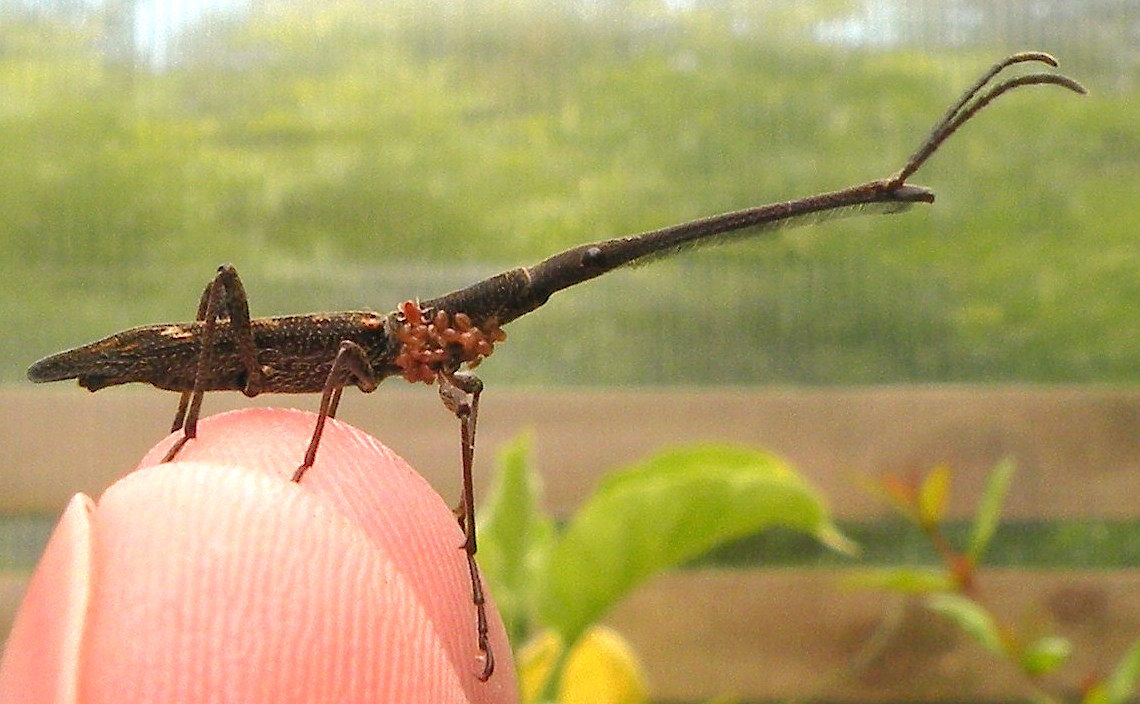
Lasiorhynchus barbicornis
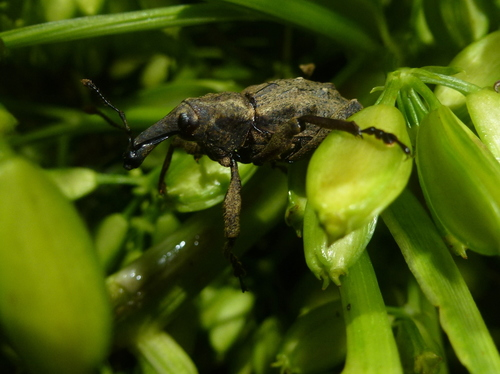
Hadramphus spinipennis
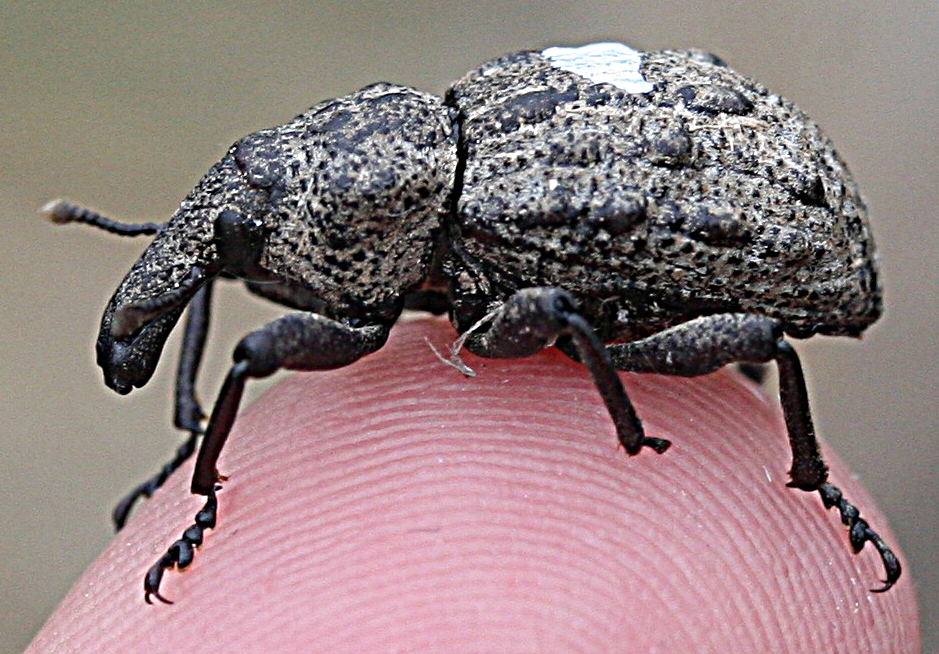
Hadramphus tuberculatus
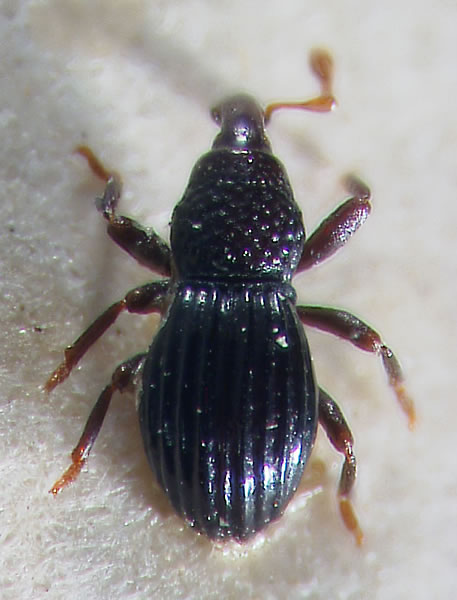
Allaorops carinatus
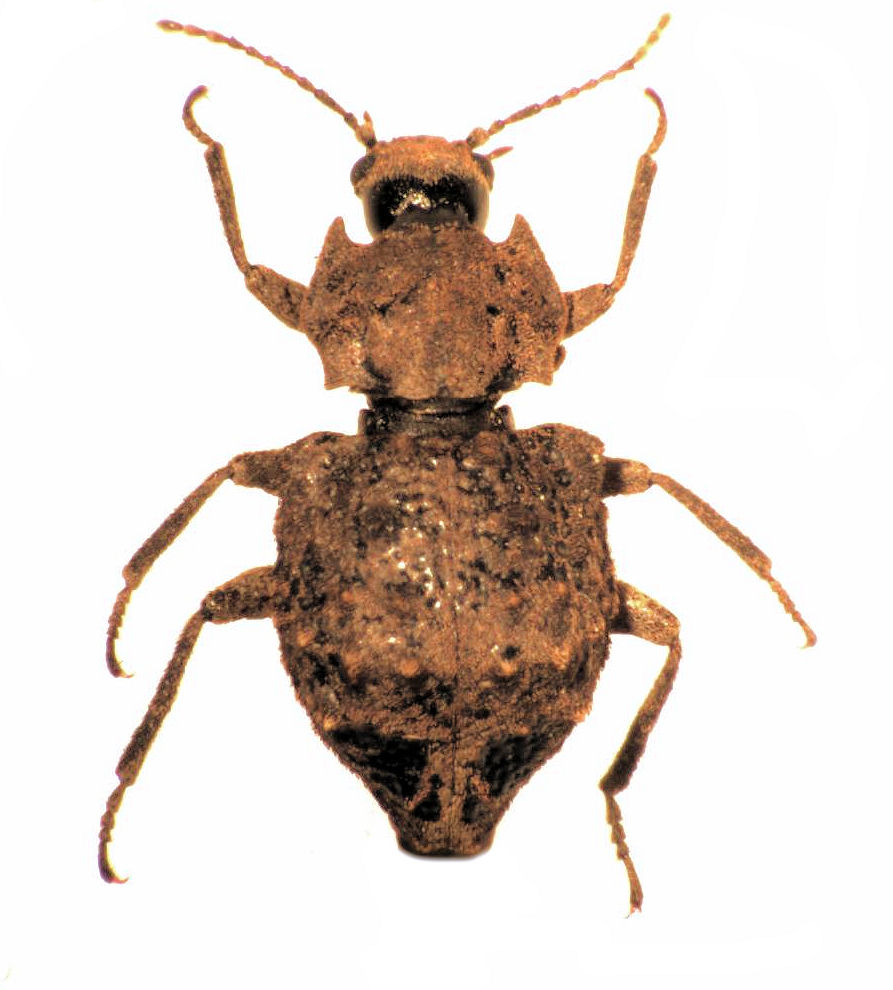
Syrphetodes decoratus
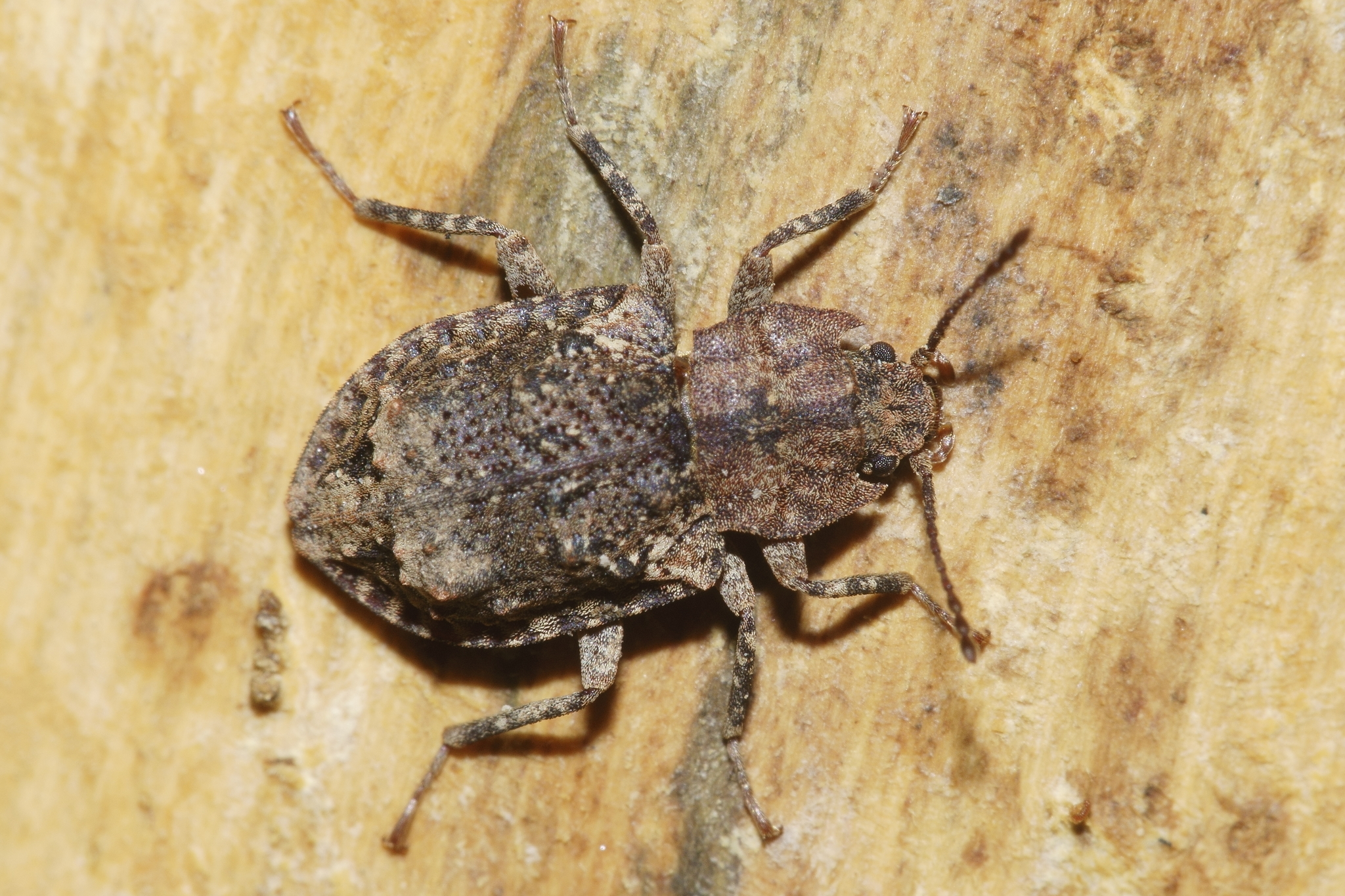
Syrphetodes marginatus

## Aracnidi

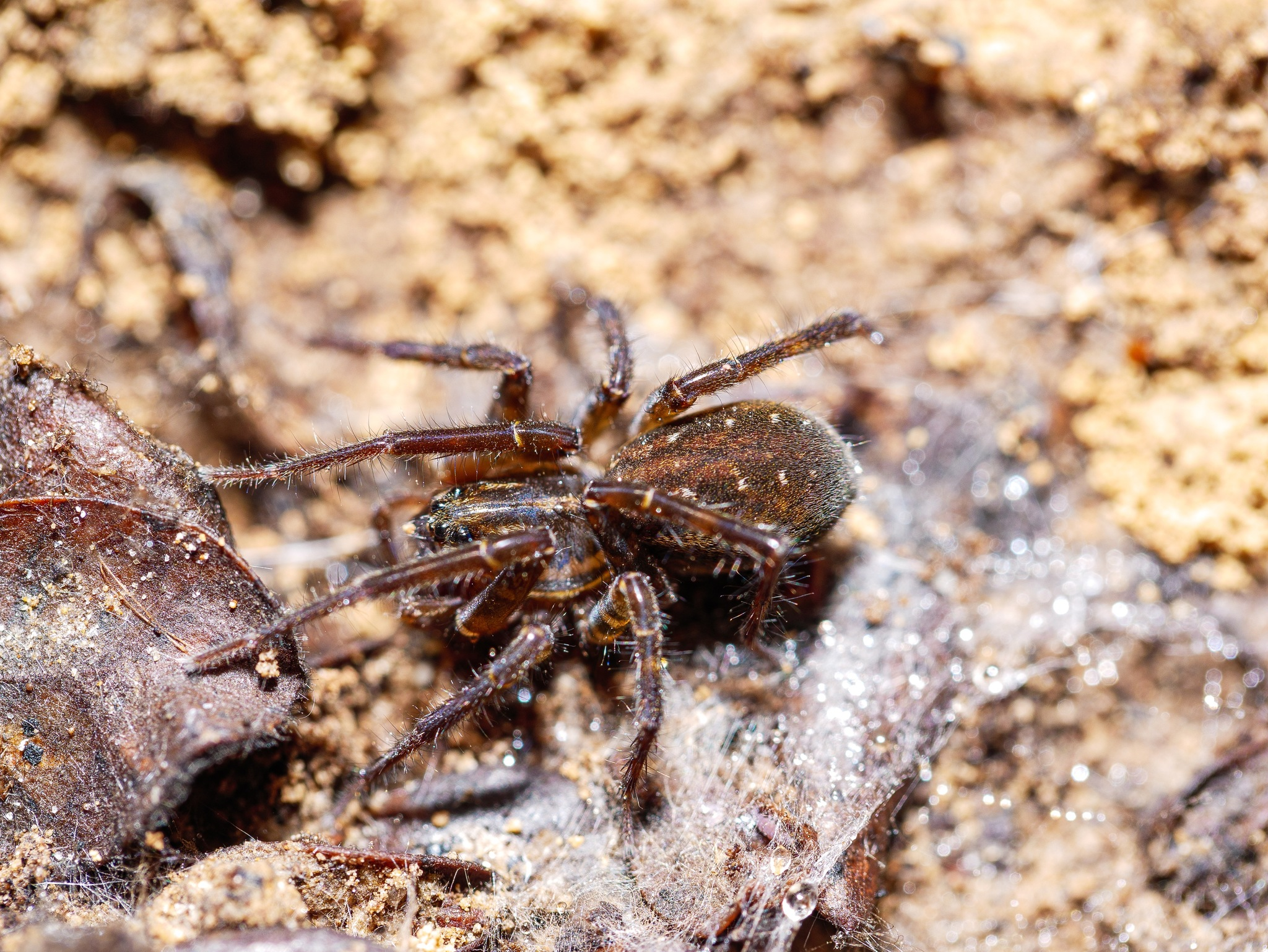
Allotrochosina schauinslandi